# Sietas Typ 149
Der Typ 149 ist ein Chemikalientankertyp der Sietas-Werft in Hamburg-Neuenfelde.

## Geschichte
Hergestellt wurde die Serie 1992 in vier Einheiten. Die Serie wurde von der Reederei John T. Essberger geordert. Die Schiffe werden seit über zwei Jahrzehnten von Essberger bereedert und werden vorwiegend in der europäischen Produktenfahrt eingesetzt. Das 149er-Quartett war für Essberger nach dem Bau zweier Tanker des Typs 138 im Jahr 1986 der zweite Chemikalientanker-Bauauftrag für die Sietas-Werft. Als Weiterentwicklung des Typs 149 erhielt die Reederei im Jahr 2000 nochmals zwei etwas größere Schiffe des Sietas Typs 165.

## Technik
Die Schiffe mit achteren Aufbauten und hoher Back verfügen über 18 Ladetanks und einen Sloptank mit einem Rauminhalt von insgesamt 4013 m³. Alle Tanks sind aus Edelstahl. Für den Ladungsumschlag sind die Schiffe mit 18 Ladepumpen ausgerüstet. Beidseitig mittschiffs ist ein Manifold mit Kran angeordnet.
Angetrieben werden die Schiffe der Baureihe von einem MaK 6M453C Sechszylinder-Viertakt-Dieselmotor mit einer Leistung von rund 2300 kW, der auf einen Verstellpropeller wirkt. Die An- und Ablegemanöver werden durch ein Bugstrahlruder unterstützt.
Die eisverstärkten Rümpfe wurden in Sektionsbauweise zusammengefügt. Auffällig ist die durchgehend rote Farbgebung der Schiffe, die sich komplett auf Rumpf, Aufbauten, Decks, Masten usw. erstreckt.

## Die Schiffe
| Sietas Typ 149        | Sietas Typ 149 | Sietas Typ 149 | Sietas Typ 149                    | Sietas Typ 149                                                                    | Sietas Typ 149 |
| Bauname               | Bau- nummer    | IMO- Nummer    | Kiellegung Stapellauf Ablieferung | Umbenennunge und Verbleib                                                         |                |
| --------------------- | -------------- | -------------- | --------------------------------- | --------------------------------------------------------------------------------- | -------------- |
| Liselotte Essberger   | 1073           | 9020417        | 30.03.1992 26.05.1992 24.08.1992  | 1997 Lima Chemist, 2008 Liselotte Essberger, 2015 Key North, so 2024 in Fahrt     |                |
| Roland Essberger      | 1074           | 9020429        | 25.05.1992 03.07.1992 05.10.1992  | 1997 Douro Chemist, 2008 Roland Essberger, 2015 Key West, so 2024 in Fahrt        |                |
| John August Essberger | 1075           | 9036272        | 25.06.1992 07.08.1992 05.11.1992  | 1997 Tejo Chemist, 2008 John August Essberger, 2015 Kord Arctic, so 2024 in Fahrt |                |
| Annette Essberger     | 1076           | 9036284        | 20.07.1992 14.09.1992 17.12.1992  | 1997 Alcoa Chemist, 2008 Annette Essberger, 2015 Nordstraum, so 2024 in Fahrt     |                |